# Chiến tranh Java (1825–1830)
Chiến tranh Java hay còn gọi là chiến tranh Diponegoro, diễn ra tại Java trong khoảng thời gian từ năm 1825 đến năm 1830. Nó bắt đầu khi Hoàng tử Diponegoro cầm đầu quân đội nổi dậy.  Nguyên nhân trực tiếp dẫn đến chiến tranh là do người Hà Lan quyết định xây một con đường ngang qua mảnh đất của Hoàng tử, vốn là nơi yên nghỉ của cha mẹ ông. Một trong những nguyên nhân khác là các quý tộc Java cảm thấy bị người Hà Lan phản bội, khi họ không còn được phép thuê đất với giá cao. Hơn nữa, việc kế vị ngai vàng ở Yogyakarta gây tranh cãi: Diponegoro vốn là con trai trưởng nhưng mẹ ông không phải là hoàng hậu, điều này đồng nghĩa với việc ông không có quyền nối ngôi vua cha là Quốc vương Hamengkubuwono III (1810 - 1811, 1812 - 1814). Sau khi cha mất, em trai của Hoàng tử là Hamengkubuwono IV lên kế vị
Trong thời gian đầu, quân đội của Hoàng tử Diponegoro chiếm ưu thế: họ kiểm soát miền  trung Java và bao vây Yogyakarta. Hơn nữa, Hoàng tử Diponegoro nhận được sự ủng hộ từ người Java, trong khi chính quyền thực dân Hà Lan ban đầu lại tỏ ra thiếu quyết đoán.
Tuy nhiên, chiến tranh Java kéo dài không lâu do Hoàng tử gặp khó khăn trong việc duy trì lực lượng. Ở chiều ngược lại, thực dân Hà Lan có thể bổ sung lực lượng với thành phần đến từ đảo Sulawesi, và sau đó là từ Hà Lan. Chỉ huy quân đội Hà Lan, General de Kock, đã phá vòng vây ở Yogyakarta vào ngày 25 tháng 9 năm 1825. Hoàng tử Diponegoro sau đó đã chuyển sang đánh du kích nhưng đến năm 1827, quân đội Hà Lan chiếm ưu thế.
Ước tính có khoảng 200,000 người đã chết trong cuộc xung đột, trong đó có 8,000 người Hà Lan. Cuộc nổi dậy kết thúc vào năm 1830, sau khi Hoàng tử Diponegoro bị lừa vào nhà giam Hà Lan gần Magelang; khi đó, ông nhầm tưởng nơi ông đến là địa điểm tiến hành đàm phán kết thúc chiến tranh. Ông lần lượt bị lưu đày đến Manado rồi Makassar, nơi ông mất vào năm 1855.
Rút kinh nghiệm từ việc nhiều binh sĩ châu Âu thiệt mạng trong cuộc chiến này, chính phủ Hà Lan sau đó đã quyết định tuyển mộ lính châu Phi ở Bờ biển Vàng; đội quân này được gọi là "Belanda Hitam" ("Hà Lan Đen").